# Эльсберг, Марк
Марк Эльсберг (нем. Marc Elsberg; литературный псевдоним, настоящее имя — Marcus Rafelsberger; род. 3 января 1967 года, Вена, Австрия) — австрийский писатель, автор бестселлеров. Его работы публиковались издательством «Blanvalet» с 2012 года и были переведены на множество языков мира.

## Жизнеописание
Марк Эльсберг родился в Вене в 1967 году и вырос в Бадене (Нижняя Австрия), где обучался в гимназии Biondekgasse. По её окончании в 1985 году, Марк стал изучать промышленный дизайн в Университете прикладных искусств в Вене. Позже в Гамбурге он стал работать консультантом по стратегии и креативным директором в рекламной индустрии, в частности, в таких агентствах, как: «Baader», «Lang», «Behnken». Уже работая в Вене в качестве специалиста по стратегическому планированию на агентство Ogilvy & Mater, он стал заниматься разработкой коммуникационных стратегий, после чего консультировал компанию Schoeller Corporate Communications в Австрии и Германии. За свои достижения в этой сфере получил множество наград, в частности, от Творческого клуба Австрии. В то же время он начал вести колонку для ежедневной газеты «Штандарт» под названием «Без рекламы Маркуса Рафельсбергера». С 2021 года Марк Эльсберг преподает историю в Венском университете прикладных искусств.

## Творчество
Литературный дебют Марка Эльсберга состоялся в 2000 году, в то время еще под его настоящим именем Маркус Рафельсбергер. Первым изданным произведением стал сатирический роман «Зауберманн», опубликованный в издательстве «Berlin Espresso» и повествующий об изношенном моющем средстве.
В 2004 году издательство «Emons Verlag» в Кёльне опубликовало его криминальный роман «Das Prinzip Terz», в котором одноименный персонаж пытается раскрыть смерть главы рекламного агентства, но в итоге сам становится убийцей. Другими известными работами Марка Эльсберга являются «Menschenteufel» (2009 г.) и «Wienerherz» (2011 г.).

### Блэкаут
Широкую известность Марк Эльсберг получил благодаря триллеру «Блэкаут — завтра не наступит», в котором он создает сценарий масштабного сбоя в электроснабжении и его последствий. Книга получила в основном положительные отзывы, в том числе от газеты «Handelsblatt», назвавшая ее «увлекательно рассказанным триллером». В «Bild der Wissenschaft» сочли, что сюжет «хорошо проработан и реалистично описан». В 2013 году она вошла в список «10 книг, которые стоит прочитать этим летом» по версии «iBookstore», а произведение «Блэкаут» в течение нескольких лет находилось в списке бестселлеров журнала Spiegel. В июле 2013 года книга заняла второе место в рейтинге «Buchreport». Роман был продан тиражом более 1,8 миллиона экземпляров только в немецкоязычных странах и переведен более чем на дюжину языков. Кроме того, «Блэкаут» получил премию «Книга знаний 2012 года» в номинации «Развлечения». Эта награда, вручаемая по инициативе «Bild der Wissenschaft», присуждается жюри, состоящим из известных научных журналистов. 1 сентября 2020 года медиагруппа «Joyn» на основе этого романа приступила к съемкам сериала-триллера с Морицем Бляйбтрой в главной роли.

### Zero
Шестая книга Марка Эльсберга называется «ZERO: они знают, что ты будешь делать» и посвящена темам больших данных и их защиты. Это произведение писателя заняло второе место в списке бестселлеров журнала «Spiegel». Оно также было удостоено премии «Книга знаний 2014 года» в номинации «Развлечения». Таким образом, Эльсберг стал первым автором, дважды получившим эту награду.
«Ноль» был переведен на несколько языков. Также телеканал «WDR» получил права на экранизацию книги, которая вышла на экраны на канале «ARD» 3 ноября 2021 года под названием «Zero».

### Helix
Седьмая книга под названием «Helix – они будут нас заменять» посвящена теме генетики. Это «волнующий и познавательный научный триллер», в котором научным деталям сопутствуют поднимаемые в книге этические проблемы. Эта работа переведена на множество разных языков и также была признана бестселлером.

### Жадность
В книге «Жадность — как далеко ты готов зайти?» Эльсберг рассматривает экономические теории, концепции и взгляды и размышляет о том, может ли всестороннее сотрудничество между экономическими партнерами и секторами экономики привести к более широкому процветанию. Идеи книги основаны на академической работе по эргодической теории, проведенной группой под руководством Оле Петерса из Лондонской математической лаборатории и поддержанной среди прочих лауреатами Нобелевской премии Мюрреем Гелл-Манном и Кеннетом Эрроу (Заключение). Эта работа писателя заняла третье место в списке бестселлеров журнала Spiegel и была переведена на английский язык.

## Награды
- 2020 — Романы «Блэкаут» и «Zero» были отмечены премией Общества защиты и безопасности данных (GDD)[39].

## Произведения
как Маркус Рафельсбергер
- Saubermann. — Берлин : Espresso, 2000. — ISBN 3-88520-781-8.
- Das Prinzip Terz. — Кёльн : Emons, 2004. — ISBN 3-89705-351-9.
- Menschenteufel. — Кёльн : Emons, 2009. — ISBN 978-3-89705-668-8.
- Wienerherz. — Кёльн : Emons, 2011. — ISBN 978-3-89705-839-2.

как Марк Эльсберг
- Blackout – Morgen ist es zu spät. — Мюнхен : Blanvalet, 2012. — ISBN 978-3-7645-0445-8. (Золотой диск)[40]
- Zero – Sie wissen, was du tust. — Мюнхен : Blanvalet, 2014. — ISBN 978-3-7645-0492-2.
- Helix – Sie werden uns ersetzen. — Мюнхен : Blanvalet, 2016. — ISBN 978-3-7645-0564-6.
- Gier – Wie weit würdest du gehen?. — Мюнхен : Blanvalet, 2019. — ISBN 978-3-7645-0632-2.
- Der Fall des Präsidenten. — Мюнхен : Blanvalet, 2021. — ISBN 978-3-7645-1047-3.

издания на русском языке
- Блэкаут. Завтра не наступит = Blackout – Morgen ist es zu spät. — «Эксмо», 2019. — ISBN 978-5-04-105559-2.
- Zero: они знают, что ты будешь делать = Zero – Sie wissen, was du tust. — «Эмоушен Пресс», 2021. — ISBN 978-5-521-16481-3.